# デリック・ウィブリー

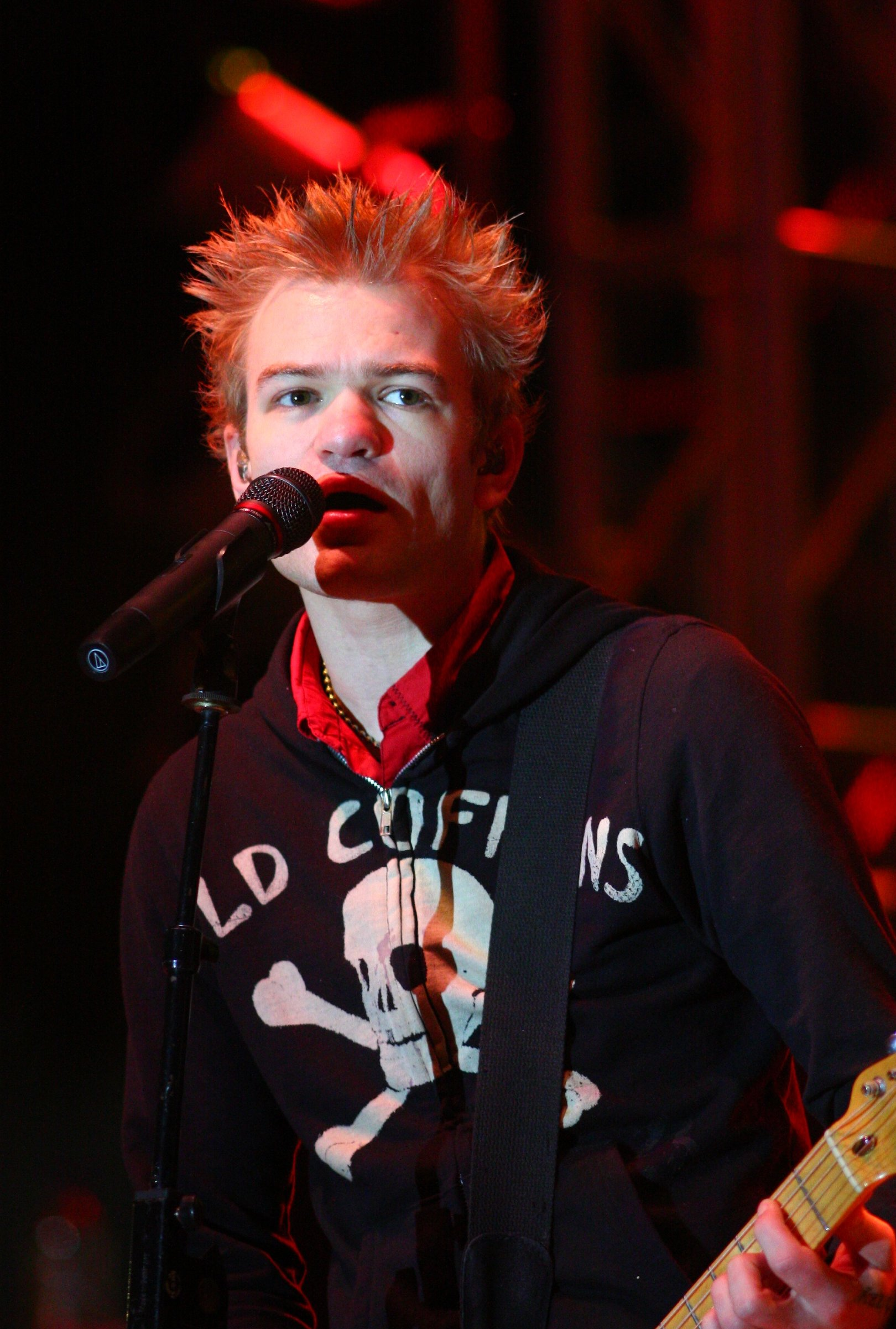
デリック・ウィブリー

デリック・ウィブリー（Deryck Whibley (Bizzy D)、1980年3月21日 - ）はカナダ・オンタリオ州トロント出身のミュージシャン、プロデューサー。パンク・ロックバンド、Sum 41のリードヴォーカル兼ギタリスト。カナダのマネージメント・プロダクション会社「Bunk Rock Music」の設立者、管理者の一人でもある。

## 人物
身長は162cm。「音楽で影響を受けた人」として、ビートルズ、グリーン・デイ、NOFXを挙げている。 2005年6月28日に、カナダのロック歌手であるアヴリル・ラヴィーンとの婚約を発表し、翌年の7月15日、ロサンゼルス郊外サンタバーバラ東隣のモンテチトにて挙式した。しかし、2009年9月から別居中であると発表され、同年10月9日に、ラヴィーンにロサンゼルス裁判所にて「和解しがたい不和」を理由に離婚を申し立てられた。2007年にロサンゼルス近郊の高級住宅地ベル・エアにある豪邸を約11億4000万円（950万ドル）で購入している。
2010年8月に、Sum 41が大阪市で開催の音楽祭SUMMER SONICに出演するために来日したが、その時に、同月6日に日本国内で暴行を受け負傷したと、AP通信が報じた。バーに立ち寄った折にトラブルとなった模様だが、暴行を受けた場所は明らかになっていない。